# Othresypna burmanica
Othresypna burmanica är en fjärilsart som beskrevs av Emilio Berio 1973. Othresypna burmanica ingår i släktet Othresypna och familjen nattflyn. Inga underarter finns listade i Catalogue of Life.

## Bildgalleri

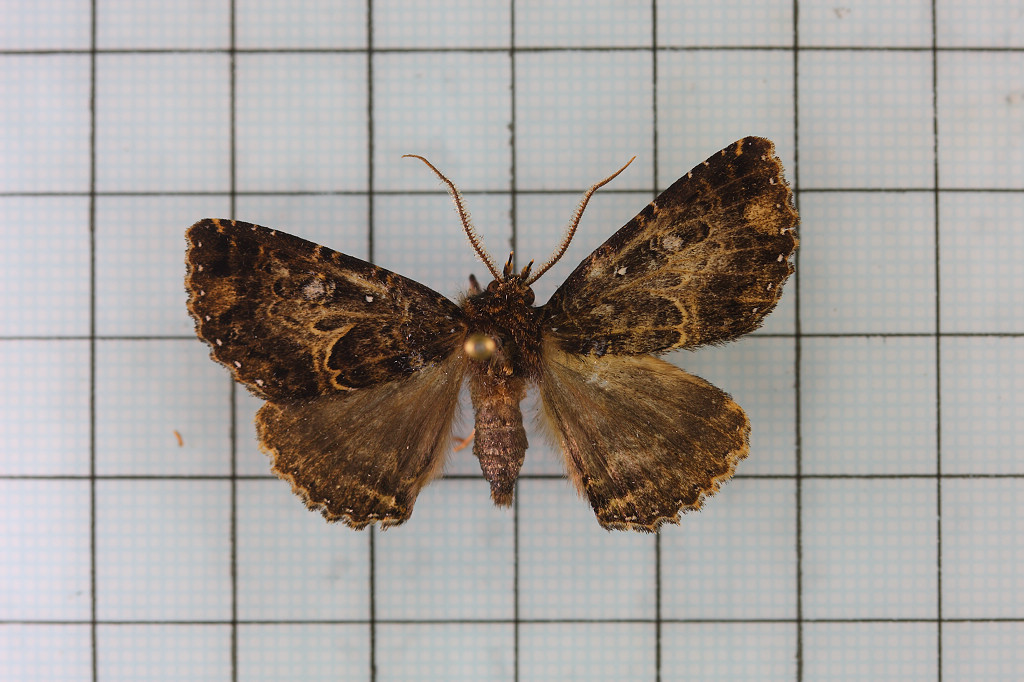